# Daniela Klemenschits
| Posities op de WTA-ranglijst Positie per einde seizoen: \| jaar \| rang enkelspel \| rang dubbelspel \| \| ---- \| -------------- \| --------------- \| \| 1999 \| 981 \| 690 \| \| 2000 \| 664 \| 377 \| \| 2001 \| 393 \| 229 \| \| 2002 \| 481 \| 272 \| \| 2003 \| 608 \| 198 \| \| 2004 \| 763 \| 189 \| \| 2005 \| 1108 \| 100 \| \| 2006 \| – \| 190 \| \| 2007 \| – \| 719 \| |                |                 |
| jaar | rang enkelspel | rang dubbelspel |
| 1999 | 981            | 690             |
| 2000 | 664            | 377             |
| 2001 | 393            | 229             |
| 2002 | 481            | 272             |
| 2003 | 608            | 198             |
| 2004 | 763            | 189             |
| 2005 | 1108           | 100             |
| 2006 | –              | 190             |
| 2007 | –              | 719             |

Daniela Klemenschits (Wenen, 13 november 1982 – 9 april 2008, Salzburg) was een tennisspeelster uit Oostenrijk. Zij was de tweelingzus van tennisspeelster Sandra Klemenschits. Daniela was rechtshandig; Sandra is linkshandig. Daniela was actief in het proftennis van 1996 tot en met 2006.
Zij speelde samen met haar zus dubbelspeltoernooien, totdat in 2007 bij beiden een weinig voorkomende vorm van kanker (plaveiselcelcarcinoom) werd geconstateerd. Omdat hun verzekering de kosten van behandeling niet vergoedde, werd op initiatief van landgenote Barbara Schett door de WTA-organisatie en haar leden een veiling georganiseerd waarmee 70.000 dollar werd opgehaald. Daniela overleed op 9 april 2008. Haar zus overleefde.

## Loopbaan

### Enkelspel
Klemenschits debuteerde in 1999 op het ITF-toernooi van Maribor (Slovenië). Zij stond in 2000 voor het eerst in een finale, op het ITF-toernooi van Caïro (Egypte) – zij verloor van de Zwitserse Aliénor Tricerri. In totaal speelde zij vier keer in een ITF-enkelspelfinale (steeds verliezend), de laatste in 2001 in Tortosa (Spanje).

### Dubbelspel
Klemenschits behaalde in het dubbelspel betere resultaten dan in het enkelspel. Zij debuteerde in 1996 op het ITF-toernooi van Salzburg (Oostenrijk), samen met haar tweelingzus Sandra. Slechts bij uitzondering speelde zij samen met een andere partner. Zij stond in 2000 voor het eerst in een finale, op het ITF-toernooi van Rabat (Marokko) – hier veroverde zij haar eerste titel, door het duo Bianca Kamper en Jekaterina Kozjochina te verslaan. In totaal won zij 23 ITF-titels, waarvan twintig met haar zus, de laatste in 2006 in Erding (Duitsland).
In 2002 speelde Klemenschits voor het eerst op een WTA-hoofdtoernooi, op het toernooi van Bol, samen haar zus. Zij stond in 2005 voor de enige keer in een WTA-finale, op het toernooi van Istanbul, samen met haar zus – zij verloren van het koppel Marta Marrero en Antonella Serra Zanetti.
Haar hoogste notering op de WTA-ranglijst is de 95e plaats, die zij bereikte in augustus 2005.

### Tennis in teamverband
In 2005 maakte Klemenschits deel uit van het Oostenrijkse Fed Cup-team – zij behaalde daar een winst/verlies-balans van 1–1.

## Palmares
| Legenda                |
| ---------------------- |
| Grandslamtoernooi      |
| Olympische Spelen      |
| Year-End Championships |
| Tier I                 |
| Tier II                |
| Tier III               |
| Tier IV & V            |

### WTA-finaleplaatsen vrouwendubbelspel
| nr.              | finale     | toernooi     | ondergrond | partner             | tegenstandsters                       | score    |         |
| ---------------- | ---------- | ------------ | ---------- | ------------------- | ------------------------------------- | -------- | ------- |
| gewonnen finales |            |              |            |                     |                                       |          |         |
| geen             |            |              |            |                     |                                       |          |         |
| verloren finales |            |              |            |                     |                                       |          |         |
| 1.               | 2005-05-21 | WTA Istanbul | gravel     | Sandra Klemenschits | Marta Marrero Antonella Serra Zanetti | 4-6, 0-6 | details |

### Gewonnen ITF-toernooien dubbelspel
| nr. | finale     | toernooi          | dotatie | partner             | tegenstandsters in finale               | score         |
| --- | ---------- | ----------------- | ------- | ------------------- | --------------------------------------- | ------------- |
| 1.  | 2000-08-06 | Rabat             | $10.000 | Sandra Klemenschits | Bianca Kamper Jekaterina Kozjochina     | 7-6, 6-0      |
| 2.  | 2000-10-08 | Caïro             | $10.000 | Sandra Klemenschits | Andrea Masaryková Aliénor Tricerri      | 4-1, 4-1, 4-2 |
| 3.  | 2000-10-15 | Caïro             | $10.000 | Sandra Klemenschits | Barbora Blahutiakova Zuzana Kučová      | 4-0, 4-0, 4-0 |
| 4.  | 2000-11-12 | El-Mansoera       | $10.000 | Adrienn Hegedűs     | Giulia Meruzzi Monica Scartoni          | 5-4, 4-2, 4-0 |
| 5.  | 2000-11-26 | Beër Sjeva        |         | Sandra Klemenschits | Giulia Meruzzi Leonne Muller van Moppes | 4-0, 4-0, 5-3 |
| 6.  | 2001-03-11 | Buchen            | $10.000 | Sandra Klemenschits | Adrienn Hegedűs Eszter Molnár           | 7-6, 7-6      |
| 7.  | 2001-04-08 | Athene            | $10.000 | Sandra Klemenschits | Marijana Kovačević Biljana Pavlova      | 6-3, 7-5      |
| 8.  | 2001-04-22 | Belgrado          | $10.000 | Sandra Klemenschits | Dragana Ilić Ana Timotić                | 6-2, 6-1      |
| 9.  | 2001-05-13 | Tortosa           | $10.000 | Sandra Klemenschits | Séverine Beltrame Capucine Rousseau     | 6-3, 6-3      |
| 10. | 2001-10-21 | Gizeh             | $10.000 | Sandra Klemenschits | Olena Antypina Joeliana Fedak           | 6-4, 6-3      |
| 11. | 2001-11-25 | Mallorca          | $10.000 | Sandra Klemenschits | Silvia Disderi Anna Floris              | 7-5, 6-4      |
| 12. | 2001-12-02 | Mallorca          | $10.000 | Sandra Klemenschits | Silvia Disderi Anna Floris              | 6-3, 6-4      |
| 13. | 2002-04-21 | Hvar              | $10.000 | Sandra Klemenschits | Olena Antypina Lenka Tvarošková         | 4-6, 6-3, 6-0 |
| 14. | 2002-05-12 | Zadar             | $10.000 | Sandra Klemenschits | Tina Hergold Sanda Mamić                | 6-4, 6-4      |
| 15. | 2002-06-23 | Velp              | $10.000 | Sandra Klemenschits | Kika Hogendoorn Helena Ejeson           | 6-2, 6-1      |
| 16. | 2002-09-29 | Sopron            | $10.000 | Sandra Klemenschits | Milena Nekvapilová Hana Šromová         | 6-7, 6-2, 6-2 |
| 17. | 2003-03-16 | Makarska          | $10.000 | Stefanie Haidner    | Gabriela Niculescu Monica Niculescu     | 3-6, 7-6, 6-4 |
| 18. | 2003-03-30 | Rabat             | $10.000 | Chanelle Scheepers  | Helena Ejeson Helena Norfeldt           | 6-3, 6-2      |
| 19. | 2003-05-04 | Pula              | $10.000 | Sandra Klemenschits | Jana Macurová Zuzana Zemenová           | 6-2, 6-2      |
| 20. | 2004-05-02 | Tarente           | $25.000 | Sandra Klemenschits | Stefanie Haidner Patricia Wartusch      | 6-2, 6-1      |
| 21. | 2004-12-19 | Valašské Meziříčí | $25.000 | Sandra Klemenschits | Lucie Hradecká Eva Hrdinová             | walk-over     |
| 22. | 2005-01-15 | Dubai             | $10.000 | Sandra Klemenschits | Kristina Grigorian Oksana Ljoebtsova    | 7-5, 6-1      |
| 23. | 2006-11-05 | Erding            | $10.000 | Sandra Klemenschits | Carmen Klaschka Annette Kolb            | 1-6, 6-3, 6-2 |